# António José da Silva

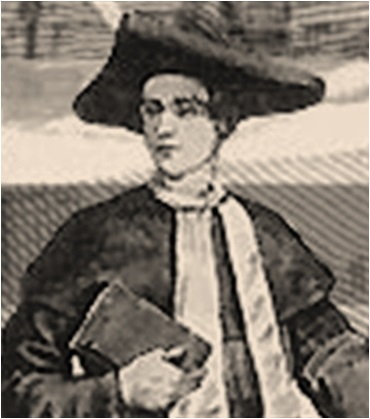
Antonio Jose da Silva.

Antonio José da Silva, född den 8 maj 1705 i Rio de Janeiro, död den 19 oktober 1739 i Lissabon, var en portugisisk sångspelsförfattare. 
da Silva, som var av judisk börd, studerade juridik. Han blev advokat, men ägnade sig huvudsakligen åt dramatiskt författarskap. Han blev bränd efter inkvisitionens dom. da Silvas arbeten, som i hög grad är baserade på spanska, italienska och franska förebilder, brukar sammanfattas under namnet Operos do Judeu. De utgörs till större delen av sångspel av grovkornig och drastisk karaktär, men i besittning av ett folkligt lynne och en humor, som förskaffade dem stor popularitet. Åtta autentiska arbeten av honom finns i behåll: Labyrinto de Greta, Variedades de Protheu, Guerras do Alecrim e Mangerona, Vida de D. Quixote, Esopaida, Precipicios de Phaetonte, Amphitriäo och Encantos de Medea. De utgavs 1744 i 2 band under titeln Theatro comico portuguez.